# Джерард Грийн
Джерард Грийн (на английски: Gerard Greene) е северноирландски професионален играч на снукър, роден на 12 ноември 1973 година в Кент, Англия.

## Кариера
Джерард Грийн е левичар. Играе за Северна Ирландия в международни състезания (Купа на нациите през 2000 г. и 2001), тъй като родителите му са от Белфаст. Живее в Кент.
Джерард е много умерен и постоянен играч. В кариерата си достига до полуфинал (Гран При 2007) и 4 четвъртфинала UK Championship 1997; LG Cup 2002; Британското първенство 2003 и Първенството на Северна Ирландия 2007).
Джерард Грийн достига 3 пъти в своята кариера до първия кръг на Световното първенство, през 1999, 2003 и 2005 г., но не успява да се класира по-напред.
Джерад Грийн влиза в професионалния снукър през 1993 г., когато е на 20 годишна възраст. Много бързо успява да пробие в световния снукър, като за един сезон от 72-ра позиция в световната ранглиста достига до 38-а позиция. През 1996 г. печели единствения си турнир в кариерата, който не е включен в ранкинг системата – WPBSA Polish Masters.
1997 г. е успешната в кариерата на Грийн. Той достига до четвъртфинал в Британско първенство 1997, постигайки победи над Ian Burmby с 6 - 5 фрейма в първи кръг, над Стив Дейвис с 6 - 2 във втория тур, Анди Хикс с 9 - 6 в третия кръг, и Гери Понтинг с 9 - 6 фрейма в оснинафинал. В четвъртфинал губи с 6 - 9 фрейма от Рони О'Съливан.
През сезон 2003/2004 достига до четвъртфинал на Британското първенство. В първия кръг побеждава Джо Суейл с 9 - 4 фрейма, във втория отстранява Матю Стивънс с 9 – 7 фрейма. През същия сезон достига и до 1/32 фаза на LG купа, само след като година по-рано играе четвъртфинал там.
На Гран При през 2007 г. Джерард Грийн е в една група с Рони О'Съливан, Том Форд, Доминик Дейл, Стив Дейвис и Марк Джойс. Успява да завърши на второ място в групата и да попадне на осминафинал. В мач от този кръг побеждава си с 0 - 5 фрейма Рики Уолдън. Победният му ход не е спрян и от Джо Пери на четвъртфинала, завършил с резултат 5 - 3 фрейма в полза на Грийн. Едва в полуфиналната среща Марко Фу успява да го победи с 6 - 5 фрейма след много оспорвана среща. Впоследствие именно Марко Фу става победител в търнира, надигравайки Рони О'Съливан във финала с 9 – 5 фрейма.
През 2007 г. достига до четвъртфинал на Трофея на Северна Ирландия. След много добра игра побеждава Лианг Уенбо с 5 - 2 фрейма в първия кръг, успява да се наложи над бившия световен шампион Марк Уилямс с 5 - 3 и над Кен Дохърти с 5 - 1. Спрян е от Марк Алън, губейки четвъртфинала отново с 5 - 3 фрейма. Постепенно Джерард Грийн губи своята форма и не успява да се класира за Световното първенство отстъпвайки с 2 - 10 от Марк Дейвис.
През сезон 2008/2009 успява да прескочи квалификациите за Трофея на Северна Ирландия, побеждавайки Мартин Гулд с 5 - 3 фрейма във финалния кръг квалификациите. В първия кръг на надпреварата обаче губи от Кен Дохърти с 5 – 2 фрейма.

## Сезон 2009/10
| Турнир                    | Резутат | Спечелени пари | Ранкинг точки | Най-голям брейк | 100+ брейк | 50+ брейк | Брой спечелени срещи |
| ------------------------- | ------- | -------------- | ------------- | --------------- | ---------- | --------- | -------------------- |
| Шанхай мастърс 2009       |         | £              |               |                 |            |           |                      |
| Гран При 2009             |         | £              |               |                 |            |           |                      |
| Британско първенство 2009 |         | £              |               |                 |            |           |                      |
| Мастърс 2010              |         | £              |               |                 |            |           |                      |
| Първенство на Уелс 2010   |         | £              |               |                 |            |           |                      |
| Първенство на Китай 2010  |         | £              |               |                 |            |           |                      |
| Световно първенство 2010  |         | £              |               |                 |            |           |                      |
| Общо                      |         | £              |               |                 |            |           |                      |